# 隔離體圖

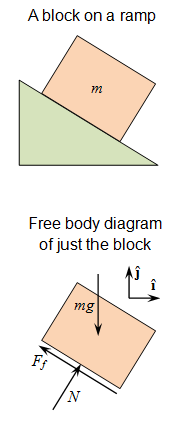
一個斜坡上的長方塊（上圖）及其對應的隔離體圖（下圖）

隔離體圖，也稱為自由體圖，中国大陆常称为受力分析圖，是一種用箭頭表示物體受力大小及方向的圖像表示法，物理學家及工程師常以此來分析物體的受力。隔離體圖可以方便了解物體所受的力或力矩之間的關係，也有助於求解物體運動方程中待解的力。在研究如樑內彎矩及剪力等的內部力時，也常用隔離體圖來說明其概念。
隔離體圖的特點是圖中只有一個物體，其他周圍的物體均不繪出，只用箭頭表示周圍物體的施力。

## 繪製方式
隔離體圖主要包括物體的形狀及表示受力的箭頭。在問題求解的過程中，重要的是需先選擇隔離體圖物體的形狀。例如在求解鉗子车轴关节的受力時，繪製隔離體圖時可以只畫鉗子的一隻金屬槓桿，另外一隻金屬槓桿則可以用其對前者的施力來代替。
隔離體圖也可反映出為在分析系統時進行的假設及簡化，例如要分析軌道上的人造衛星，而且只需求其速度，此時就可以用一個點來表示人造衛星。而當要分析機車的剎車碟時，不可能將剎車碟用一個點來表示，此時就需要繪製剎車碟的簡圖。
需小心的處理表示受力箭頭的位置及其標示，例如處理斜面上長方體的受力時，需在分析其運動或是假設力平衡時才能找出正確正向力的位置。
其他常見的簡化假設包括二力構件（two-force member）的二個力為大小相等，方向相反，且作用在通過構件中心的一直線上。三力構件（three-force member）的三個力會共點。

### 需要有的內容
隔離體圖不一定要繪出物體的外形，只有在外形有助於分析其受力時，才有需要繪出物體外形。有些情形時，可以將物體以一點來表示簡單分析。但若需要考慮物體的旋轉及其轉矩，則需要將其外形繪出。
隔離體圖中只需考慮作用在該物體上的力，可能包括摩擦力、重力、正向力、阻力、張力或是推力或拉力。若是在非慣性參考系，可能需要考慮慣性力，例如在旋轉參考系中的離心力。
隔離體圖一般會標示使用的坐標系，在列出其運動方程式時也比較方便。例如在考慮斜面上長方塊的問題時，會將x軸選定為延斜面往下的方向，y軸選定為和斜面垂直的方向，因此摩擦力只有x分量，而正向力只有y分量，而重力同時有x分量及y分量，分別為 {\displaystyle mg\sin \theta } 及 {\displaystyle mg\cos \theta }，其中 {\displaystyle \theta } 為斜面和水平面之間的夾角。

## 舉例
以一個位於斜面上的長方體來說明隔離體圖。
- 將所有外部的支撐及結構變成外力，此例中的外力包括：

- {\displaystyle mg}：是長方體質量及重力加速度的乘積，也就是其重量。
- {\displaystyle N}：斜面上的正向力。
- {\displaystyle F_{f}}：斜面上的摩擦力。

- 外力向量均有標示方向及作用點，旁邊也會標示其大小。
- 其中也包括坐標系統，以便於描述外力。